# Cyd Charisse
Cyd Charisse (8. marts 1922 – 17. juni 2008) var en amerikansk danser og skuespiller. Hun var kendt fra en række af de store musicalfilm fra Hollywood i 1940'erne og 1950'erne, hvor hun spillede og især dansede med specielt Fred Astaire og Gene Kelly. 

## Biografi
Charisse blev født som Tula Ellice Finklea i Amarillo i Texas. Hun blev som barn kaldt "Sid", men en af hendes søskende kaldte hende "Sis", som hun tog til sig, indtil MGM stavede navnet "Cyd" for at give et skær af mystik. Som barn var hun ofte syg, og hun begyndte at tage danselektioner for at genoptræne efter et polioanfald. Som 14-årig kom hun ind i et balletkompagni i Los Angeles, hvor hun i første omgang fik en vis succes. 
Ved anden verdenskrigs udbrud blev balletkompagniet opløst, og Charisse vendte tilbage til Los Angeles. Her fik hun tilbudt en danserolle i filmen Halløj på Broadway, der banede vejen for en kontrakt med MGM. Hun fik derpå roller i en stribe af de populære musicals fra efterkrigsårene, i de fleste i en birolle, men også efterhånden som den kvindelige hovedrolle i film som Let på tå (1953) og Silkestrømper (1957). Særlig kendt er også den lange balletfinale i Singin' in the Rain (Syng i Sol og Regn), til hvilken Gene Kelly håndplukkede hende som sin partner.
Med den dalende popularitet for musicals i slutningen af 1950'erne trak Charisse sig tilbage fra dans, men hun dukkede fortsat op i forskellige film- og tv-produktionerne helt til op i 1990'erne. 

## Privatliv
Som ganske ung kom Charisse blandt andet med balletkompagniet på Europaturné, hvor hun mødte en tidligere dansekollega fra Los Angeles, Nico Charisse, og parret giftede sig i Paris i 1939. De fik sammen sønnen Nicky, født i 1942.
De blev skilt i 1947, og i 1948 blev Cyd Charisse gift med sangeren Tony Martin, hvilket varede til hendes død. Men Martin fik hun sønnen Tony Martin Jr., født i 1950.

## Filmografi
- Halløj på Broadway (1943)
- Ziegfeld Follies (1945)
- Harveys piger (1946)
- Three Wise Fools (1946)
- Efter regn kommer sol (1946)
- Fiesta (1947)
- The Unfinished Dance (1947)
- På en ø med dig (1948)
- The Kissing Bandit (1948)
- I rampelys og stjerneskær (1948)
- Tension (1949)
- En svigtet kvinde (1949)
- Fribytteren fra Mexico (1951)
- The Wild North (1952)
- Singin' in the Rain (Syng i sol og regn, 1952)
- Glødende kærlighed (1953)
- Let på tå (1953)
- Brigadoon (1954)
- Deep in My Heart (1954)
- På gensyn, gutter (1955)
- Mød mig i Las Vegas (1956)
- Silkestrømper (1957)
- Mytteri i Sydhavet (1958)
- Selskabspigen (1958)
- 1-2-3-4 ou Les Collants noirs (1960)
- Five Golden Hours (1961)
- Something's Got to Give (1962, aldrig færdiggjort)
- To uger i Rom (1962)
- Assassinio made in Italy (1965)
- Ræk mig lyddæmperen (1966)
- Marokko 7 (1967)
- Atlantis - byen under havet (1978)

## Hæder
Cyd Charisse var nomineret til en Golden Globe i 1958 i kategorien bedste kvindelige skuespiller i en musical eller komedie, dog uden at vinde. Hun modtog i 2006 National Medal of the Arts and Humanities, den højeste amerikanske orden inden for kultur, overrakt af præsident George W. Bush.